# Airas Engeitado
Airas Engeitado fue un juglar o un trovador portugués del siglo XIII perteneciente a la lírica gallego-portuguesa.

## Biografía
Tavani sugiere que sería un juglar portugués activo entre 1250 y 1275, sin embargo, António Resende de Oliveira sostiene que por la posición que ocupa en los cancioneros se trataría de un trovador portugués activo a finales del siglo XIII, por su parte, Vincenzo Minervini sugiere que su actividad poética es de la primera mitad del siglo XIII, es decir, en las fase inicial de la lírica galego-portuguesa.

## Obra
Se conservan 4 composiciones, aunque una de ellas no se sabe si es suya o de Afonso Eanes do Coton; son tres cantigas de amor y otra composición de difícil catalogación.